# Bee Gees Lonely Days (EP2)

## Közreműködők
- Barry Gibb – ének, gitár
- Maurice Gibb – ének,  gitár, zongora, basszusgitár
- Robin Gibb – ének
- Geoff Bridgeford – dob
- Colin Petersen – dob
- stúdiózenekar Bill Shepherd vezényletével

## A lemez dalai
- Lonely Days (Barry, Robin és Maurice Gibb) (1970), stereo 3:45, ének: Barry Gibb, Robin Gibb, Maurice Gibb
- Cherry Red  (Barry Gibb) (1966), mono 2:24, ének: Barry Gibb
- I.O.I.O  (Barry és Maurice Gibb) (1968), mono 2:51, ének: Barry Gibb, Maurice Gibb
- Don’t Forget to Remember  (Barry és Maurice Gibb) (1969), stereo 3:27, ének: Barry Gibb